# 152
| 152                |
| ------------------ |
| Dødsfald - Fødsler |
|                    |

| Gregoriansk kalender | 152 CLII                |
| Ab urbe condita      | 905                     |
| Armensk kalender     | I/T                     |
| Kinesiske kalender   | 2848 – 2849 辛卯 – 壬辰 |
| Etiopisk kalender    | 144 – 145               |
| Jødisk kalender      | 3912 – 3913             |
| Hindukalendere       |                         |
| - Vikram Samvat      | 207 – 208               |
| - Shaka Samvat       | 74 – 75                 |
| - Kali Yuga          | 3253 – 3254             |
| Iransk kalender      | 470 BP – 469 BP         |
| Islamisk kalender    | 485 BH – 484 BH         |

Se også 152 (tal)

## Født
- Dong Zhuo – kinesisk hersker og tyran